# Impôt sur les portes et fenêtres

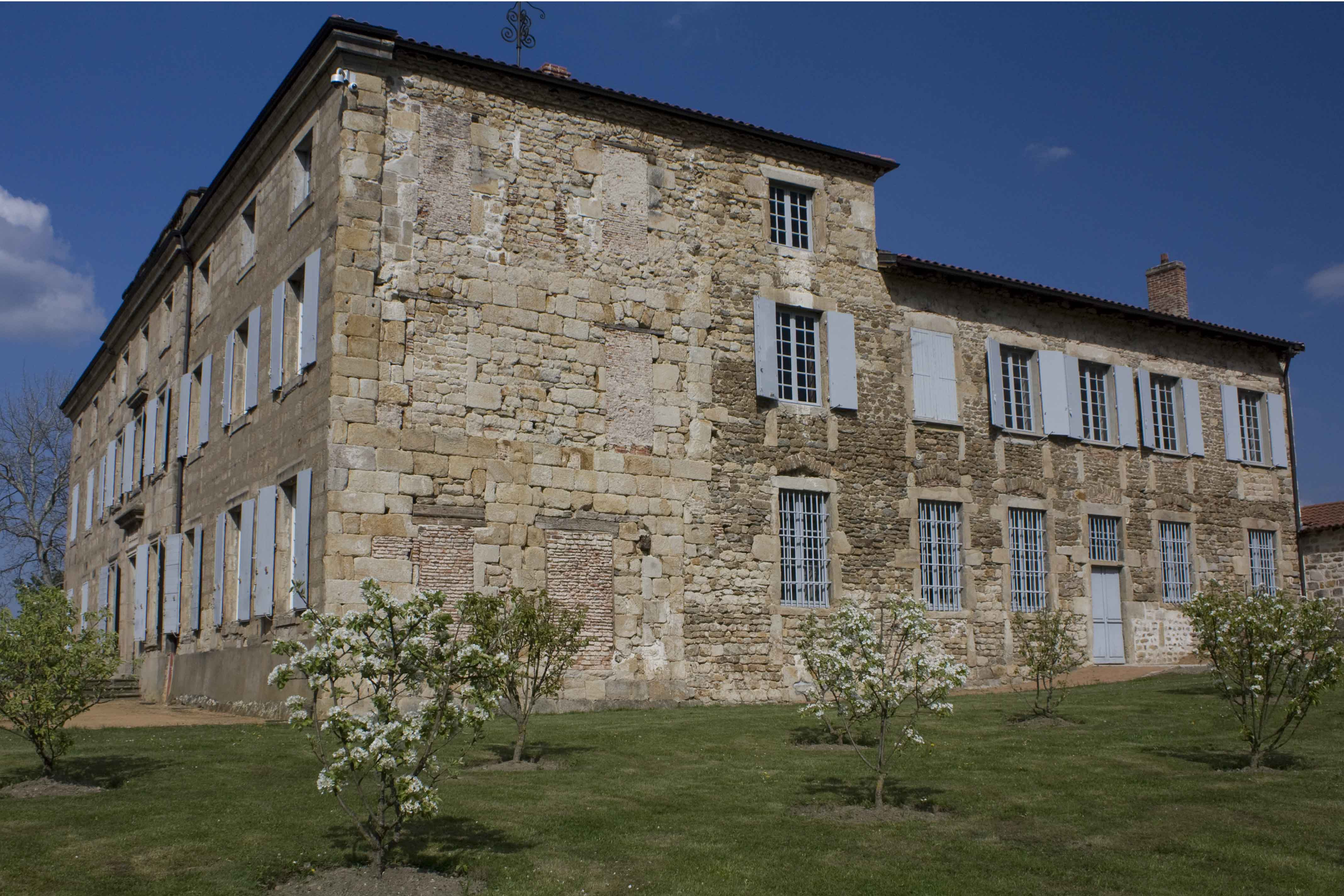
Aile ouest du château des Bruneaux de Firminy.

L’impôt sur les portes et fenêtres, ou impôt sur les fenêtres, est un type d'impôt basé sur le nombre de portes et de fenêtres des bâtiments. En France, cet impôt, introduit par la loi du 4 frimaire an VII (24 novembre 1798), est resté en place de 1798 à 1926. 
De tels impôts ont existé également en Grande-Bretagne, en Belgique en Suisse et en Espagne.

## Origine
L'impôt sur les portes et fenêtres est la version moderne d'impôts romains imposés sous Jules César, l’ostiarium, qui portait sur les seules portes, et le columnarium, qui portait sur les colonnes des palais.
Le souci de respecter l'inviolabilité de l'espace privé que constitue l'habitat conduit le législateur à choisir comme base d'imposition le nombre de portes et de fenêtres qui sont des signes extérieurs de richesse, plutôt que de taxer en fonction de la surface habitable ou du nombre de cheminées intérieures par exemple.

## Impôt français sur les portes et fenêtres
Il a été mis en place en France par le Directoire, pendant la Révolution, le 4 frimaire an VII (24 novembre 1798).

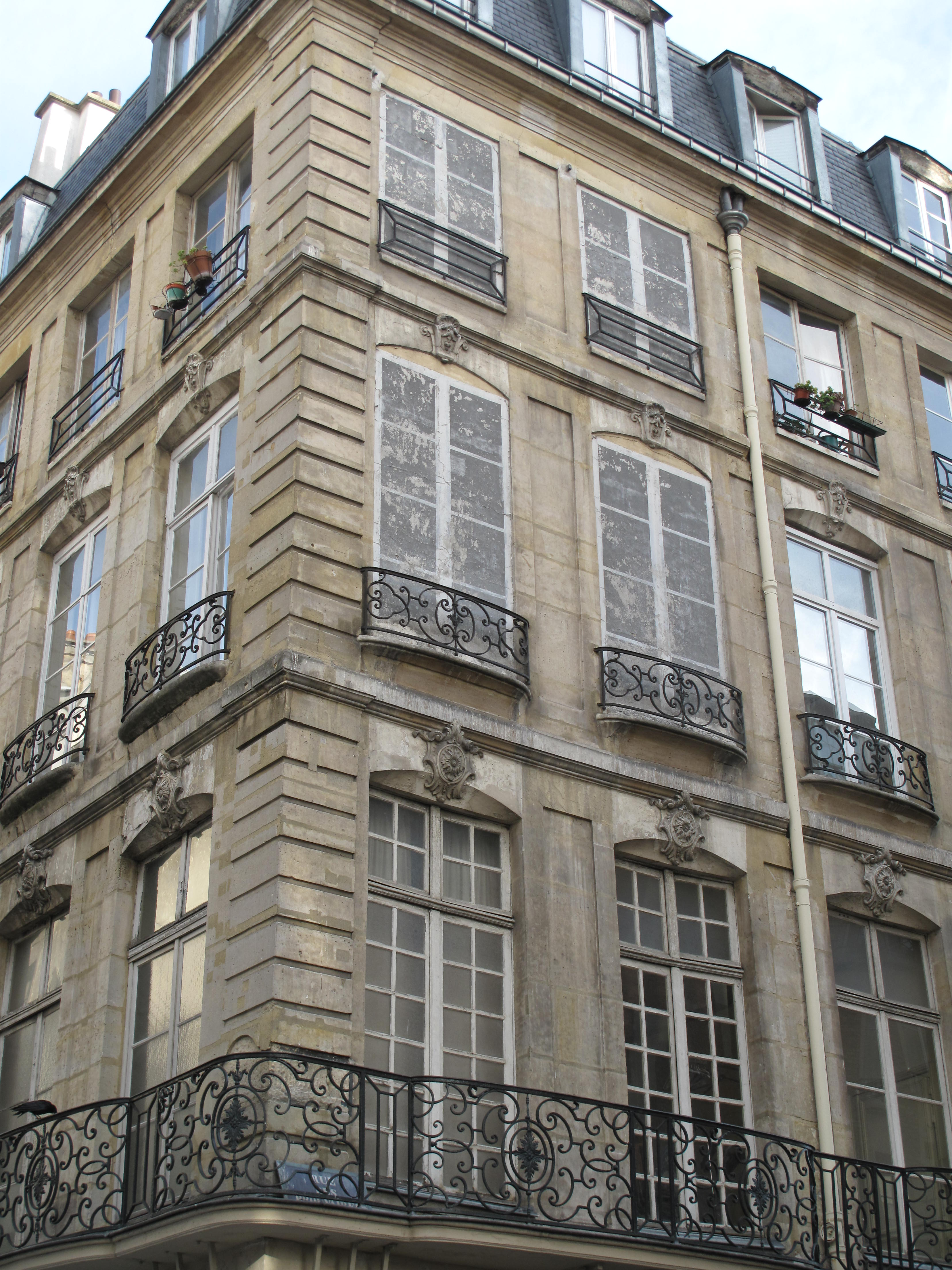
Exemple d'immeuble avec de fausses fenêtres pour limiter l'impôt sur les portes et fenêtres

Cet impôt fait partie des « quatre vieilles » contributions directes, avec la contribution foncière, la mobilière, et la contribution des patentes, toutes trois établies par l'Assemblée constituante de 1789. Son assiette était établie sur le nombre et la taille des portes et fenêtres qui donnaient sur la voie publique, sur les cours et sur les jardins des habitations et des usines, ainsi que sur les champs et les prés. Il ne touchait ainsi que les propriétaires, et introduisait une sorte de proportionnalité, les plus aisés payant également plus d'impôts.
Il ne touchait pas les ouvertures des bâtiments à vocation agricole, ni les ouvertures destinées à aérer les caves (soupiraux) ou pratiquées dans les toits (lucarnes, vasistas). Les bâtiments publics n’étaient pas imposés non plus. 
Cet impôt fut accusé de pousser à la construction de logements insalubres, avec de très petites ouvertures, donc sombres et mal aérés, et il conduisit à la condamnation de nombreuses ouvertures, ainsi qu'à la destruction, par les propriétaires eux-mêmes, des meneaux qui partageaient certaines fenêtres en quatre, ce qui augmentait substantiellement l'impôt. Étaient aussi construites des fausses-fenêtres, sans ouverture pour échapper à l'impôt, avec parfois des dessins en trompe-l'œil,.
Dans le premier livre de son roman Les Misérables, dont l'action se déroule au début du XIXe siècle, Victor Hugo met dans la bouche de l'évêque de Digne Mgr Myriel les paroles suivantes (lors d'un sermon) :

« Mes très chers frères, mes bons amis, il y a en France treize cent vingt mille maisons de paysans qui n'ont que trois ouvertures, dix-huit cent dix-sept mille qui ont deux ouvertures, la porte et une fenêtre, et enfin trois cent quarante-six mille cabanes qui n'ont qu'une ouverture, la porte. Et cela, à cause d'une chose qu'on appelle l'impôt des portes et fenêtres.  Mettez-moi de pauvres familles, des vieilles femmes, des petits enfants, dans ces logis-là, et voyez les fièvres et les maladies.  Hélas ! Dieu donne l'air aux hommes, la loi le leur vend. »

Dans le système censitaire de la monarchie de Charles X, le cens était calculé essentiellement sur la foncière, pour favoriser un corps électoral de grands propriétaires. En 1830, une nouvelle restriction supprime totalement la patente et l'impôt sur les portes et fenêtres du calcul du cens, privant d'accès au vote la bourgeoisie urbaine et provoquant la révolution de Juillet.
Dans l'entre-deux-guerres, comme il conduisait à une double taxation avec l'impôt sur le foncier bâti, qu’il était d’un faible rapport (60 millions de francs français par an à sa suppression), il faisait l'objet de dispenses pendant 10 ans pour les habitats sociaux (H.B.M) depuis le début du siècle. Sous l'influence des hygiénistes, sa suppression fut obtenue en 1926 au profit de l'impôt sur le revenu. Parallèlement, la contribution foncière donna naissance en 1914 et 1917 aux contributions foncières bâtie et non bâtie, puis en 1974 aux taxes foncières sur les propriétés bâties et non bâties, la contribution mobilière se transformant en 1974 en taxe d'habitation.

## Impôt britannique sur les fenêtres

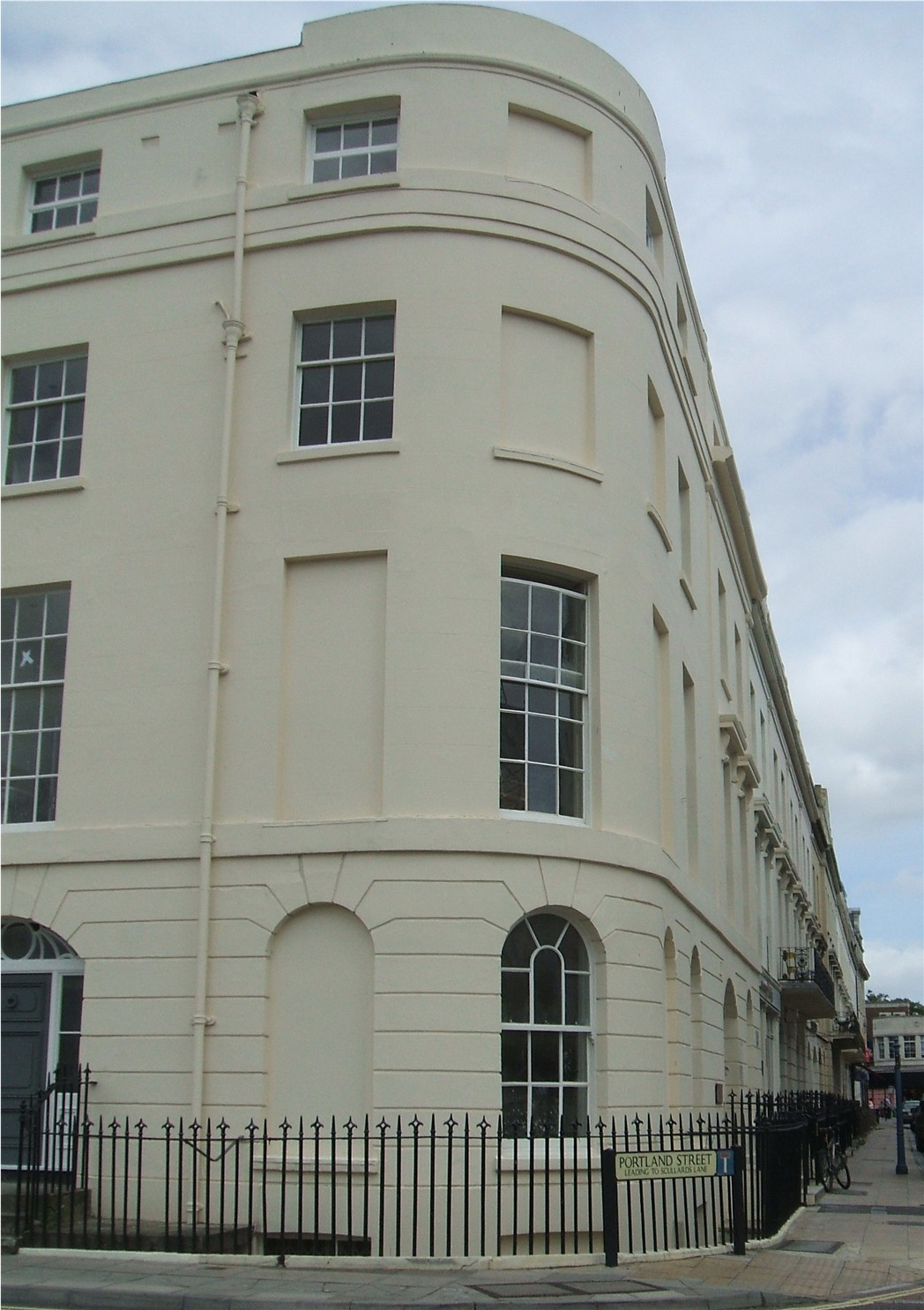
Fenêtres aveugles murées à Southampton (Angleterre) en raison de la taxe fenêtre.

La Grande-Bretagne a aussi connu une taxe similaire aux XVIIe et XVIIIe siècles, mais qui ne portait que sur les fenêtres.
Créée en 1696 sous le roi Guillaume III, elle a été conçue pour être un impôt sur la fortune. En effet, plus grandes étaient les maisons, plus elles avaient de fenêtres, donc plus leur propriétaire payait d'impôt.
Elle eut cependant des conséquences architecturales inverses à la taxe française. La classe la plus aisée du Royaume-Uni utilisait l'impôt sur les fenêtres comme référence pour déterminer qui était riche et qui ne l'était pas. C'est ainsi que s'est développée une architecture multipliant les occasions de fenêtres. Dans des cas extrêmes, des faux-semblants ont été posés au-dessus des murs porteurs, simplement par ostentation et pour être membre de la classe au pouvoir (lord).
Les conséquences pour les pauvres furent, en revanche, dramatiques. Dans leurs quartiers pauvres, de plus en plus de propriétaires se mirent à murer les fenêtres de leurs logements. Un nombre croissant de leurs locataires se virent privés de la lumière du jour, ce qui eut des conséquences sanitaires fatales dans les taudis de Londres. Le manque de lumière naturelle, surtout pour les nouveau-nés, a entraîné une carence en vitamine D qui s'est soldée chez les nourrissons et les jeunes enfants par une véritable épidémie de rachitisme, une maladie de la croissance et de l'ossification caractérisée par une insuffisance de calcification des os et des cartilages et due à l'avitaminose D. À l'époque, le rachitisme était connu sur le continent européen comme « la maladie anglaise ».
Très impopulaire, la taxe sur les fenêtres n'a plus été prélevée après 1851.

## Impôt belge sur les portes et fenêtres
En Belgique, cet impôt est directement hérité de l’impôt sur les portes et fenêtres Français pendant la période française de l'histoire de Belgique, et a ensuite été supprimé en 1879 par le gouvernement libéral,.

## Impôt espagnol sur les portes et fenêtres
En Espagne, cet impôt a été supprimé en 1910.